# Fausta (Donizetti)
|  | Per a altres significats, vegeu «Fausta». |

Fausta és una opera seria, en dos actes amb música de Gaetano Donizetti i llibret començat per Domenico Gilardoni, qui va morir sense concloure'l. El llibret el va acabar Donizetti. La font literària del llibret de l'òpera és Crispo, una tragèdia improvisada per Tommaso Sgricci el 3 de novembre de 1827. L'òpera va ser estrenada amb èxit el 12 de gener de 1832 al Teatro San Carlo de Nàpols.

## Context
El paper protagonista va ser escrit per a la prima donna Giuseppina Ronzi de Begnis, de qui es deia que era l'amant del rei. Tot i que el llibret no havia estat del gust del cap de la censura, la producció va anar endavant, probablement gràcies a la influència de De Begnis. Donizetti va escriure aquesta òpera per l'aniversari del rei Ferran II de les Dues Sicílies. L'escriptor Walter Scott va ser present a l'estrena i s'ha estat suggerit que el rei li va presentar al compositor. Scott va comentar que Fausta no contenia cap música remarcable. L'òpera va suposar el començament d'una col·laboració important i fructífera amb Ronzi de Begnis. Només 18 dies separen l'estrena de Norma de Bellini a La Scala i la de la nova òpera de Donizetti, ambdues ambientades a la Roma antiga i el seu Imperi. L'objectiu de Donizetti no va ser el de competir amb Bellini, sinó simplement aprofitar l'èxit de la seva Anna Bolena de 1830.
L'òpera, basada en esdeveniments històrics, explica els fets esdevinguts quan Fausta, la dona de l'emperador Constantí, s'enamora del seu fillastre. L'argument no segueix la història real, en la qual Maximià, pare de Fausta, ja havia mort molt abans de l'esclat de l'escàndol incestuós que va implicar Fausta i Crisp.

## Representacions

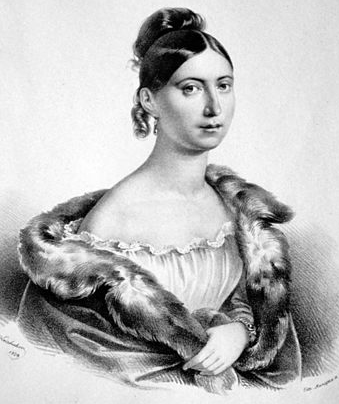
Giuditta Pasta, per Kriehuber

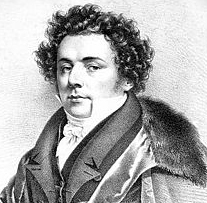
Luigi Lablache

Per a la representació al Teatro del Fondo, del 30 d'agost i 2 de setembre de 1832, Donizetti va afegir un duet per a Luigi Lablache, qui hi havia substituït Tamburini en el paper de Costantí. Donizetti no va quedar satisfet de la seva interpretació, sent un dels pocs casos als quals el compositor va fer un comentari negatiu sobre el famós baix.
Fausta va ser interpretada per primer cop a La Scala de Milà el 26 de desembre de 1832. Va ser un gran èxit de públic i es va representar un total de 31 vegades. Per l'ocasió Donizetti va afegir una obertura i la cavatina Par che mi dica ancor per a la soprano Adelaide Tosi. El compositor va manllevar aquesta ària di sortita de la seva obra primerenc Elisabetta al castello di Kenilworth i va canviar les paraules per Ah, se d'amor potessi. A més es va afegir una ària per a tenor, Se crudel così m'estimi, sense el consentiment de Donizetti.
No obstant això, els texts van ser reciclats més tard per Donizetti per una ària de tenor afegida la producció de gener de 1834 al Teatro Regio de Torí. L'any 1833, Fausta va ser interpretada a La Fenice de Venècia, amb Giuditta Pasta fent de Fausta i Domenico Donzelli com Crisp, amb crítiques dispars. Per aquesta ocasió Donizetti va afegir una escena nova al començament de l'òpera amb una nova ària per a Fausta i al segon acte un nou duet, Per te rinunzio al soglio, per Fausta i Crisp. Aquest duet el va fer servir més tard per Buondelmonte i finalment a Maria Stuarda per l'estrena d'aquesta òpera, al duet de Maria i Leicester Ben io comprendi. Més tard, el 1865, per la producció a Nàpols, es va canviar el text a la que seria la versió definitiva, coneguda actualment, Da tutti abbandonata. A més, per a la producció de Venècia, Donizetti va escriure un duet per l'acte segon, amb Constantí i Crisp, T'amo ancora, reemplaçant l'ària de baríton Se di regnar desio. Finalment, va afegir també al segon acte l'ària de tenor Ah! perche dirmi crudel.
Per la producció de La Scala de 1841, Donizetti va afegir un duet per a tenor i baríton, E che mi valse..., manllevat de les òperes primerenques Pia de Tolomei i Il diluvio universale. Altres important estrenes inclouen Madrid en 1833, Lisboa i Barcelona el 1834; Palerm, Gènova i Bolonya també el 1834; Berlín el 1835; La Havana el 1837; Viena el 1841; Londres el 1841 (descrit com a "fracàs"); i Rio de Janeiro el 1850.

## Personatges

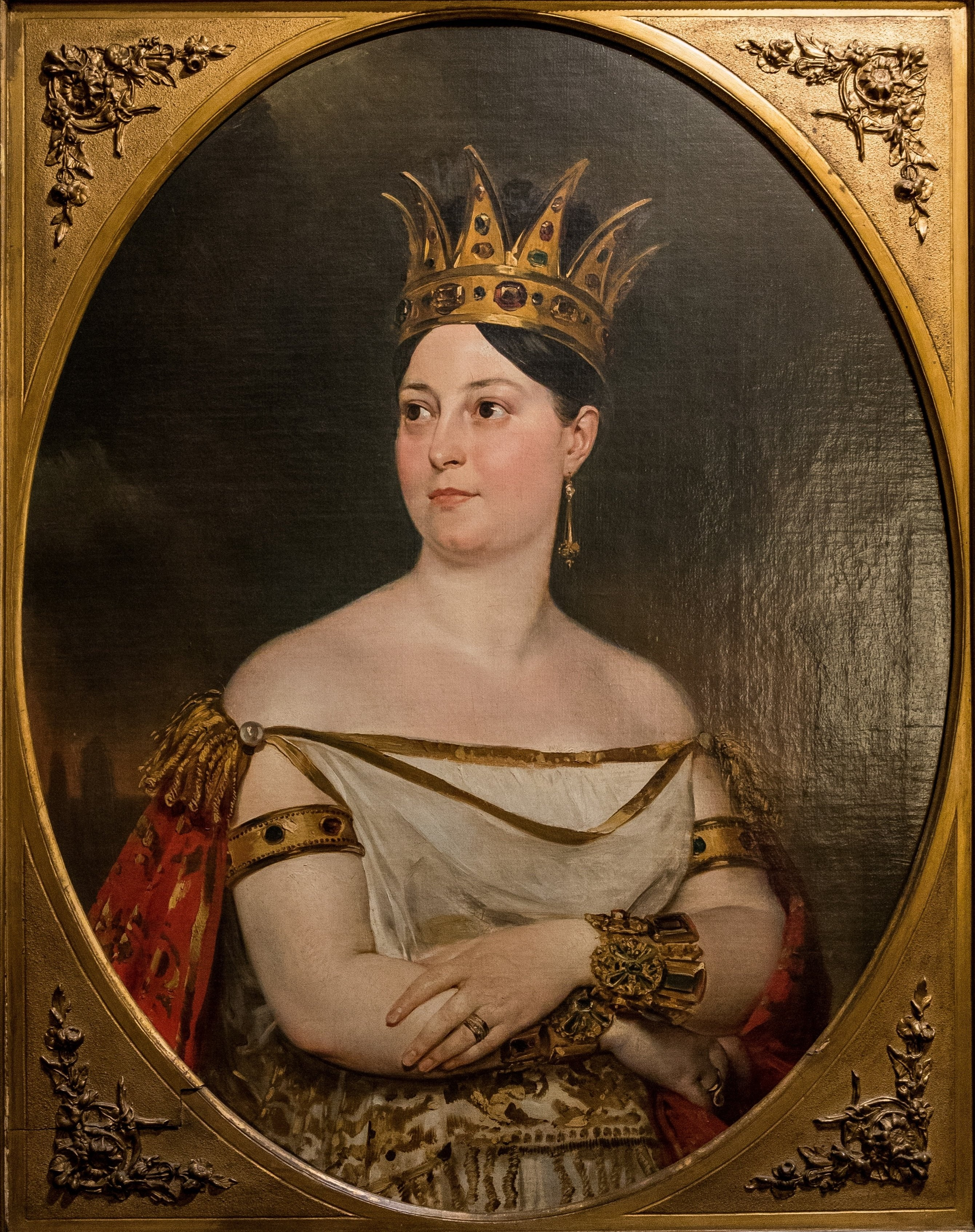
Giuseppina Ronzi de Begnis, per Karl Briullov

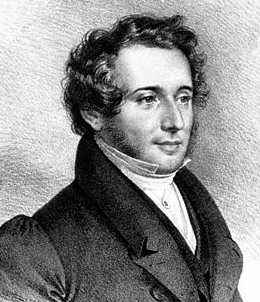
Antonio Tamburini

| Paper                                                         | Tipus de veu | Estrena, 12 de gener de 1832 (Director: –) |
| ------------------------------------------------------------- | ------------ | ------------------------------------------ |
| Constantí I el Gran, emperador de Roma                        | baríton      | Antonio Tamburini                          |
| Fausta, la seva segona esposa                                 | soprano      | Giuseppina Ronzi de Begnis                 |
| Beroe, una presonera, estimada per Crisp                      | mezzosoprano | Virginia Eden                              |
| Crisp, fill de Constantí i Minervina                          | tenor        | Giovanni Basadonna                         |
| Maximià, el pare de Fausta                                    | baix         | Giovanni Campagnoli                        |
| Licinia, dona confident de Fausta                             | contralt     | Edvige Ricci                               |
| Albino, carceller                                             | tenor        | Giovanni Revalden                          |
| Parents i confidents de l'emperador, senadors, soldats, poble |              |                                            |

## Argument

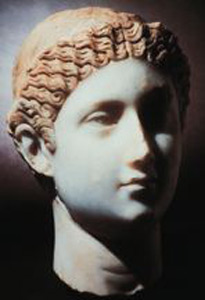
L'emperadriu Fausta: bust de marbre de Turquia, 325 aC, en el Museu Spurlock

Època: 326 aC
Lloc: Roma

### Acte 1
Escena 1: Plaça del Capitoli, amb el Temple de Júpiter al fons
El poble dona la benvinguda a Crisp, que retorna victoriós. És el fill de l'Emperador Constantí i la seva primera esposa Minervina. Un sacerdot espera coronar Crisp, pels seus èxits a la seva campanya contra el Gals. Fausta, la segona esposa de Constantí i el seu pare Maximià (rival de l'emperador), així com Licinia, Constantí i els presoners captius presencien el triomf de Crisp. Fausta el mira i sent els ardors del seu amor incestuós. Constantí gaudeix el triomf i Beroe, una de les presoneres, recorda el seu amor a primera vista per Crisp. Constantí es fixa en ella i li pregunta sobre la presonera. Crisp explica que ella és la filla d'un príncep i li declara el seu amor. Fausta resta decebuda i l'emperador demana a Beroe que es presenti davant ell. Beroe declara el seu amor per Crisp i Constantí li diu que es casarà amb ell aquell mateix dia. Fausta es mostra devastada per l'anunci i li diu al seu marit que el casament s'haurà de celebrar l'endemà, perquè la deessa Vesta així ho requereixi. Després de la celebració del triomf, marxen tots excepte Maximià, que conspira contra l'emperador, i encara que no va aconseguir en el seu primer intent matar Constantí i Crisp, ara està segur que tindrà èxit.
Escena 2: Els apartaments imperials
Les criades de l'emperadriu es pregunten per què ella ja no somriu. Fausta, profundament deprimida, demana a les criades i a Licinia que la deixen sola. Un cop sola, Fausta es lamenta pel seu amor per Crisp i sent que les seves úniques recompenses són les llàgrimes i una desesperació inacabable.
Escenes 3, 4, 5, i 6: El pavelló
Licinia acompanya Crisp al pavelló on Fausta planeja veure'l. Després d'arribar, s'assegura que ningú sigui a la vista i li diu al seu fillastre que li ha de descobrir un secret que li ha causat una gran seva aflicció. No es tracta de cap secret d'estat, sinó del seu amor per algú.
De sobte apareix Beroe i explica a l'emperadriu que Maximià necessita veure-la. Fausta li diu a la seva rival que marxi i els deixi. Sols un altre cop ella i Crisp, l'emperadriu implora a Crisp que oblidi Beroe i dirigeixi el seu amor a una dona que està veritablement apassionada per ell. Llavors ell comença a entendre quin era el secret de l'emperadriu i s'horroritza davant d'aquest fet. Intenta marxar, però ella li agafa la mà i li diu que si li refusa Beroe morirà. Crisp cau de genolls i li suplica que no ho faci.
Arriben Constantí, Beroe, Maximià, membres de la casa imperial, Licinia i les criades. L'emperador sospita veient el fill de genolls davant l'emperadriu. Ella explica que Crisp l'ha confessat el seu amor per ella. Tots queden horroritzats, i fins i tot Beroe creu que Crisp és culpable. L'emperadriu diu d'amagat a Crisp que si ell l'estima ella es retractarà i morirà per ell. Maximià està content perquè el gir dels esdeveniments és molt favorable als seus plans per enderrocar Constantí, el qual sembla a favor de decretar l'exili del seu fill. Crisp, al seu torn, culpa Fausta de la maledicció del pare sobre ell. Fausta comença a veure els primers signes de la gran tragèdia que ha desencadenat.

### Acte 2
Escenes 1, 2, 3 i 4: Una arbreda propera al palau imperial
És de nit. Maximià, qui somia esdevenir Emperador abans de l'alba, ha convocat els seus seguidors per assassinar Crisp i Constantí.
Mentre Maximià i els seus homes es preparen per sortir, arriben Crisp i Beroe. L'antiga princesa, ara captiva, explica que Licinia ha confessat les maquinacions de Fausta. Maximià sospita que hi ha altres persones en l'arbreda i, quan ell i Crisp es troben ambdós, sospitant de l'altre, treuen les seves espases.
Portant torxes, apareixen els seguidors de Maximià, juntament amb Constantí. En veure'l amb el seu major enemic, l'emperador declara que el seu fill està conspirant per desfer-se'n d'ell. Crisp s'agenolla als seus peus dient que està disposat a morir. Es declara innocent de totes les acusacions. El pare respon que els jutges i el Senat decidiran el seu destí. Crisp és detingut i portat pels pretorians.
A l'alba, Beroe i Licinia parlen sobre el judici imminent que condemnarà a mort a Crisp.
Escenes 5 i 6: Sala del Senat
Els senadors es troben reunits quan l'emperador arriba escortat per la seva guàrdia. Constantí s'adona que encara té sentiments profunds pel seu fill i adverteix Maximià contra donar una versió tergiversada dels fets. No obstant això, durant la seva narració Maximià al·lega que Crisp tenia la intenció de matar l'emperador. Crisp respon que això és una mentida i anima Beroe a explicar els fets. Ella explica que Crisp és innocent i que està a punt per exiliar-se amb ell, i la veritat és que Maximià i els seus assassins estaven a punt de matar tots dos, l'emperador ei seu fill. Crisp confirma aquesta explicació, però el pare demana als senadors que recordin tot el que s'ha dit. Constantí vol parlar amb Crispo i demana a tots que surtin, però tot i que professa amor pel fill, quan veu que no hi ha llàgrimes als ulls de Crisp, tornar a convèncer-se de què el fill és culpable. Crisp respon que una persona innocent no té llàgrimes. Els senadors són convocats de nou a la sala i lliuren un veredicte de culpabilitat. Constantí s'adona que està a punt d'enviar el seu fill al botxí i, tremolant, signa la sentència de mort.
Escenes 7, 8, 9, 10 i 11: L'atri de la presó
El carceller Albino sent molta tristor per Crisp, un jove de 20 anys. Fausta entra i li demana poder veure el seu fillastre. S'adona que aquesta pot ser la seva última oportunitat. Crisp no pot donar crèdit als seus ulls mentre ella li confessa l'amor per ell en un deliri desesperat. Fausta li diu que ell pot fugir, però ell li mostra el verí dins del seu anell. Ella agafa l'anell i crida: "L'amor et salvarà".
Arriben Maximià i quatre guàrdies armats. Ordenen a Fausta que marxi, però ella es resisteix i suplica al seu pare que no executi a Crisp. Un dels guàrdies torna de la cel·la de Crisp i confirma que l'execució ha estat duta a terme. Fausta veu el verí de l'anell i cau, Maximià corre cap a la cel·la i sent unes veus que demanen la seva pròpia mort.
Constantí ha sentit la veritat dels sicaris de Maximià i arriba amb Beroe, Licinia, les criades de l'emperadriu i els seus pretorians. A la mà hi ha el perdó del seu fill signat, però Maximià amb orgull i cinisme confirma que Crisp ja és mort. Mentrestant, Fausta ha recuperat mínimament les seves forces i explica a Constantí les seves mentides. Quan l'emperador enfurismat proclama que ella pagarà el preu més alt, l'emperadriu confessa que ha pres un verí mortal. Tothom s'horroritza i responen a l'uníson: "Dona malvada, cap monstre no és més gran que tu a la terra".

## Enregistraments
| Any  | Repartiment (Constantí, Fausta, Crisp, Maximià)                  | Director i orquestra                                                                                    | Segell                     |
| ---- | ---------------------------------------------------------------- | --- | -------------------------- |
| 1981 | Renato Bruson, Raina Kabaivanska, Giuseppe Giacomini, Luigi Roni | Daniel Oren Orquestra i Cors del Teatre de l'Òpera de Roma (enregistrament en directe a Roma, novembre) | CD: Gala GL 100617 (3 CDs) |